# Marcel Schrötter
Marcel Schrötter (* 2. Januar 1993 in Pflugdorf) ist ein deutscher Motorradrennfahrer.
In den Jahren 2008 und 2009 gewann er auf Honda den Titel in der 125-cm³-Klasse der Internationalen Deutschen Motorradmeisterschaft (IDM).

## Karriere

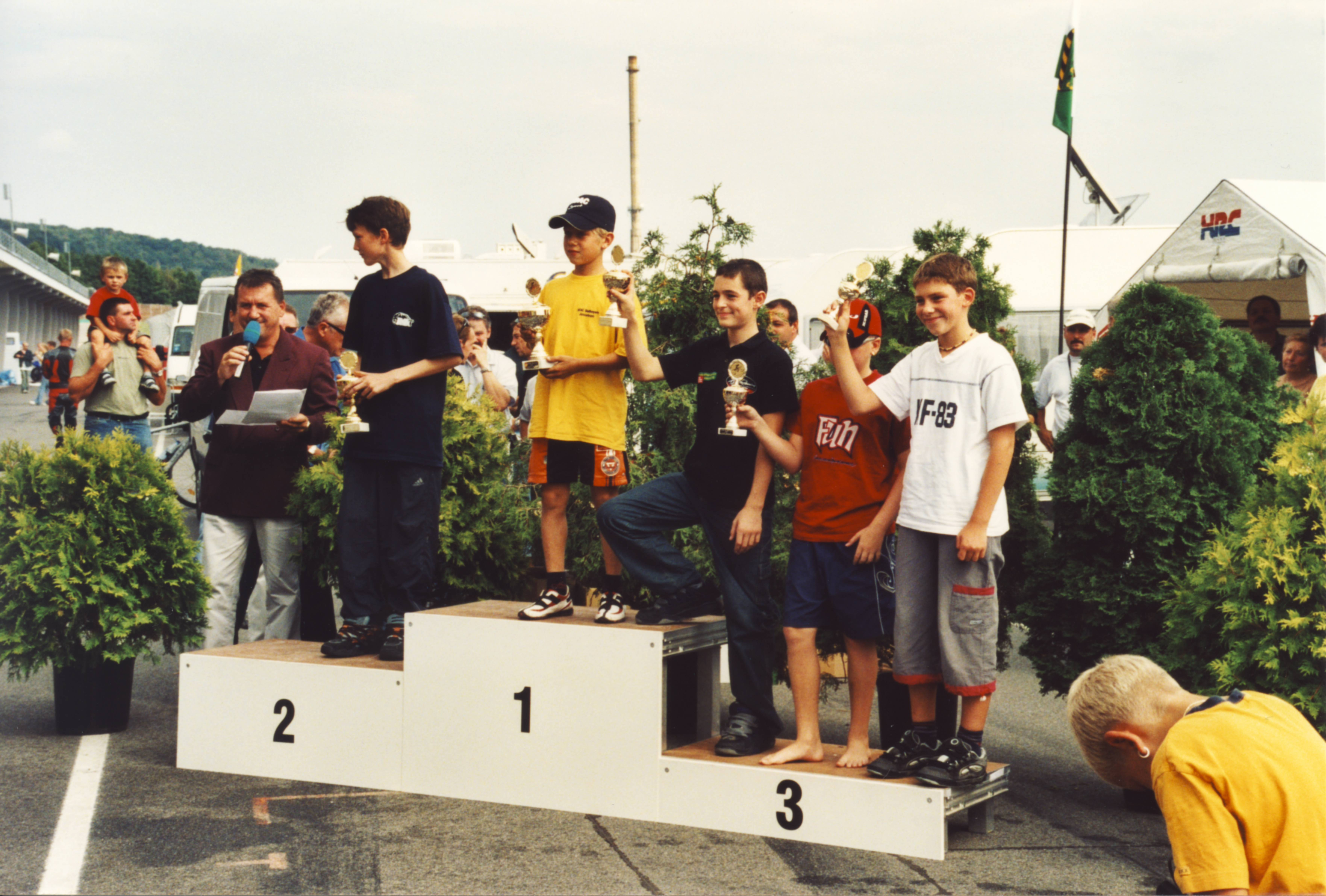
Marcel Schrötter (Platz 1) bei einer Siegerehrung im September 2003

### Anfänge
Marcel Schrötter bestritt sein erstes Rennen 1996, im Alter von drei Jahren, auf einer Yamaha PW50 beim Motocross in Reichling. Im Jahr 2002 gewann er neunjährig den DMSB/dmsj-Pocket-Bike-Nachwuchs-Cup. 2003 wechselte Schrötter in den ADAC-Mini-Bike-Cup, in dem er zwei Jahre lang startete. 2005 wurde der Bayer vom fünffachen Weltmeister Toni Mang zu dessen Motorrad-Trainings auf den Hockenheim- und den Salzburgring eingeladen, wo er überzeugen konnte. Im selben Jahr belegte er mit einem Laufsieg Rang drei im ADAC Junior Cup, 2006 erreichte Schrötter vier Laufsiege und verbesserte sich damit auf Rang zwei. 

### Deutsche Meisterschaft
Seit 2007 wird Marcel Schrötter von Toni Mang, der sich um fahrerische und technische Belange sowie die Sponsorensuche kümmert, Sepp Schlögl und Adi Stadler, die für die Motorräder verantwortlich sind, betreut und unterstützt. Er startet für das Toni-Mang-Team auf Honda RS 125 in der 125-cm³-Klasse der Internationalen Deutschen Motorradmeisterschaft (IDM). Bereits bei seinem ersten Rennen in dieser Klasse auf dem Lausitzring errang er 14-jährig Rang zwei hinter dem späteren Deutschen Meister Georg Fröhlich. Die Saison 2007 schloss Schrötter als Fünfter der Gesamtwertung ab.
In der Saison 2008 feierte der Bayer beim ersten Saisonlauf auf dem Lausitzring seinen ersten IDM-Sieg. Im weiteren Saisonverlauf gelangen Schrötter weitere vier Siege, wodurch er sich in der Gesamtwertung knapp gegen den Niederländer Joey Litjens durchsetzen und den Achtelliter-Titel gewinnen konnte. Außerdem nahm er auch sporadisch an der spanischen Meisterschaft teil und konnte dort den ersten Saisonlauf in Valencia gewinnen. 
2009 dominierte Marcel Schrötter die IDM 125. Er gewann die ersten drei Rennen auf dem Lausitzring, in Oschersleben und auf dem Nürburgring. Am Sachsenring musste sich der Bayer zwar Jonas Folger und Jakub Kornfeil geschlagen geben, da diese jedoch für die 125-cm³-IDM nicht punktberechtigt waren, bekam er auch hier die maximalen 25 Zähler. Nach dem zweiten Platz auf dem Salzburgring sicherte sich Schrötter im Alter von 16 Jahren mit dem Sieg auf dem Schleizer Dreieck am 2. August 2009 zwei Läufe vor Saisonende seinen zweiten deutschen Meistertitel. Er ist seit Alfred Waibel im Jahr 1988 der erste Fahrer, dem es gelang, seinen 125er-Titel zu verteidigen.

### 125-cm³-Weltmeisterschaft
Im Jahr 2008 gab Marcel Schrötter beim Großen Preis von Deutschland auf dem Sachsenring, einer seiner Lieblingsstrecken, sein Debüt in der 125-cm³-Klasse der Motorrad-Weltmeisterschaft. Er startete als Wildcard-Pilot und erreichte mit Rang 13 auf Anhieb drei WM-Punkte. 2009 qualifizierte sich Schrötter, wiederum mit Wildcard unterwegs, beim gleichen Rennen unter nassen Bedingungen für den vierten Startplatz und damit für die erste Startreihe. Das Rennen schloss er als Zwölfter ab.
Schrötter trat in der Saison 2010 für das Team Interwetten Honda 125cc auf einer Honda in der 125er-WM an. 2011 startete er in derselben Klasse für das indische Mahindra-Werksteam.

### Moto2-Klasse
Seit dem Großen Preis von Indianapolis in der Saison 2012 fährt Schrötter für verschiedene Hersteller und Teams in der Moto2-Klasse. 2013 bestritt er seine erste komplette Saison in dieser Moto2-Klasse und wurde 16. in der Weltmeisterschaft. 2014 fuhr er für das Tech-3-Team und erreichte mit dem zehnten Platz in der Gesamtwertung sein bis dahin bestes Ergebnis, obwohl seine beste Rennplatzierung lediglich ein siebter Platz war. In der Saison 2018 erreichte er auf einer Kalex mit dem achten Rang seine beste Platzierung in der WM-Wertung. Beim Großen Preis von San Marino fuhr Schrötter zum ersten Mal in der Weltmeisterschaft auf das Podest, er wurde Dritter.

## Statistik

### Erfolge
- Deutscher 125-cm³-Meister auf Honda: 2008, 2009
- 125-cm³-Europameister auf Honda: 2009

### In der Motorrad-Weltmeisterschaft
(Stand: Großer Preis von Deutschland, 7. Juli 2024)
| Saison | Klasse  | Team                  | Motorrad | Rennen | Siege | Zweiter | Dritter | Poles | Schn. Runden | Punkte | Position |
| ------ | ------- | --------------------- | -------- | ------ | ----- | ------- | ------- | ----- | ------------ | ------ | -------- |
| 2008   | 125 cm³ | Toni Mang Team        | Honda    | 1      | –     | –       | –       | –     | –            | 3      | 29.      |
| 2009   | 125 cm³ | Toni Mang Team        | Honda    | 3      | –     | –       | –       | –     | –            | 18     | 23.      |
| 2010   | 125 cm³ | Interwetten Honda 125 | Honda    | 17     | –     | –       | –       | –     | –            | 27     | 18.      |
| 2011   | 125 cm³ | Mahindra Racing       | Mahindra | 17     | –     | –       | –       | –     | –            | 36     | 15.      |
| 2012   | Moto3   | Mahindra Racing       | Mahindra | 8      | –     | –       | –       | –     | –            | 4      | 33.      |
| 2012   | Moto2   | SAG Team              | Bimota   | 8      | –     | –       | –       | –     | –            | 0      | –        |
| 2013   | Moto2   | SAG Team              | Kalex    | 17     | –     | –       | –       | –     | –            | 38     | 16.      |
| 2014   | Moto2   | Tech 3                | Tech 3   | 18     | –     | –       | –       | –     | –            | 80     | 10.      |
| 2015   | Moto2   | Tech 3                | Tech 3   | 18     | –     | –       | –       | –     | –            | 32     | 20.      |
| 2016   | Moto2   | AGR Team              | Kalex    | 18     | –     | –       | –       | –     | –            | 64     | 14.      |
| 2017   | Moto2   | Dynavolt Intact GP    | Suter    | 14     | –     | –       | –       | –     | –            | 50     | 17.      |
| 2018   | Moto2   | Dynavolt Intact GP    | Kalex    | 18     | –     | –       | 1       | –     | –            | 147    | 8.       |
| 2019   | Moto2   | Dynavolt Intact GP    | Kalex    | 17     | –     | 1       | 2       | 3     | –            | 137    | 8.       |
| 2020   | Moto2   | Liqui Moly Intact GP  | Kalex    | 15     | –     | –       | 1       | –     | –            | 81     | 9.       |
| 2021   | Moto2   | Liqui Moly Intact GP  | Kalex    | 18     | –     | –       | –       | –     | –            | 98     | 10.      |
| 2022   | Moto2   | Liqui Moly Intact GP  | Kalex    | 20     | –     | –       | –       | –     | –            | 123.5  | 11.      |
| 2024   | Moto2   | Red Bull KTM Ajo      | Kalex    | 2      | –     | –       | –       | –     | –            | –      | 29.      |
| Gesamt | Gesamt  | Gesamt                | Gesamt   | 229    | 0     | 1       | 4       | 3     | 0            | 938.5  |          |

### In der Supersport-Weltmeisterschaft
(Stand: 29. März 2025)
| Saison | Team                    | Motorrad            | Rennen | Siege | Zweiter | Dritter | Poles | Schn. Runden | Punkte | Ergebnis |
| ------ | ----------------------- | ------------------- | ------ | ----- | ------- | ------- | ----- | ------------ | ------ | -------- |
| 2022   | MV Agusta Reparto Corse | MV Agusta F3 800 RR | 2      | –     | –       | –       | –     | –            | 9      | 29.      |
| 2023   | MV Agusta Reparto Corse | MV Agusta F3 800 RR | 24     | –     | 6       | 1       | –     | –            | 293    | 3.       |
| 2024   | MV Agusta Reparto Corse | MV Agusta F3 800 RR | 24     | –     | 2       | 2       | –     | 1            | 228    | 5.       |
| 2025   | Wepol                   | Ducati Panigale V2  | 4      | –     | –       | 1       | –     | –            | 34     | 6.       |
| Gesamt | Gesamt                  | Gesamt              | 54     | 0     | 8       | 4       | 0     | 1            | 564    |          |